# Наташа Ричардсън
Наташа Ричардсън (на английски: Natasha Richardson) е британска актриса.

## Биография
Родена е в семейство на потомствени актьори на 11 май 1963 г. в Лондон, Англия. Майка ѝ е легендарната актриса Ванеса Редгрейв, а баща ѝ режисьорът Тони Ричардсън.
За участието си в „Кабаре“ на сцената на Бродуей през 1998 г. получава наградата „Тони“. Други значими нейни роли са ролите ѝ в американската комедия от 1998 г. Капан за родители, римейк на едноименния филм от 1961 г., и в романтичната комедия от 2002 г., режисирана от Уейн Уонг, Петзвезден романс, където си партнира с Ралф Файнс и латиноамериканската певица и актриса Дженифър Лопес.
През 1990 г. се омъжва за Робърт Фокс, 2 години по-късно се разделят. През 1994 г. се омъжва за известния северноирландски актьор Лиъм Нийсън, с когото остава до смъртта си. Има двама синове от втория си съпруг.
На 18 март 2009 г. умира вследствие на контузия на главата по време на уроци по ски.

## Филмография
| Година | Филм                                        | Роля                                    | Бележки                                                           |
| ------ | ------------------------------------------- | --------------------------------------- | ----------------------------------------------------------------- |
| 1968   | The Charge of the Light Brigade             | продавачка на цветя на сватба           | [ 3 ]                                                             |
| 1983   | Every Picture Tells a Story                 | Мис Бридъл                              | [ 4 ]                                                             |
| 1986   | Готическо                                   | Мери Шели                               | [ 5 ]                                                             |
| 1987   | A Month in the Country                      | Алис Кийч                               | [ 4 ]                                                             |
| 1988   | Пъти Хърст                                  | Пати Хърст                              | [ 5 ]                                                             |
| 1989   | Fat Man and Little Boy                      | Джейн Татлок                            | [ 4 ]                                                             |
| 1990   | The Handmaid's Tale                         | Кейт                                    | [ 5 ]                                                             |
| 1990   | The Comfort of Strangers                    | Мери                                    | [ 6 ]                                                             |
| 1991   | The Favour, the Watch and the Very Big Fish | Сибил                                   | [ 7 ]                                                             |
| 1992   | Past Midnight                               | Лаура Матюс                             | [ 8 ]                                                             |
| 1994   | Нел                                         | Д-р Паула Олсен                         | [ 4 ]                                                             |
| 1994   | Widows' Peak                                | Мисиз Едуина Брум                       | [ 9 ]                                                             |
| 1998   | Капан за родители                           | Елизабет „Лиз“ Джеймс                   | [ 5 ]                                                             |
| 2001   | Blow Dry                                    | Шели Алън                               | [ 10 ]                                                            |
| 2001   | Chelsea Walls                               | Мери                                    | [ 11 ]                                                            |
| 2002   | Waking Up in Reno                           | Дарлийн Дод                             | [ 12 ]                                                            |
| 2002   | Петзвезден романс                           | Каролин Лейн                            | [ 5 ]                                                             |
| 2005   | The White Countess                          | Графиня София Белинская                 | [ 5 ]                                                             |
| 2005   | Asylum                                      | Стела Рафаел                            | също е и изпълнителен продуцент                                   |
| 2007   | Evening                                     | Констанс Лорд                           | [ 5 ]                                                             |
| 2008   | Wild Child                                  | Мисз Кингсли                            | последното ѝ реално филмово участие                               |
| 2010   | The Wildest Dream                           | Рут Малъри (съпругата на Джордж Малъри) | само като глас, излъчен след смъртта ѝ, последната ѝ филмова роля |